# Chery Eastar
Chery Eastar — це автомобілі середнього класу (Клас D), що виробляються компанією Chery з 2003 року. В Китаї називається Chery Oriental Son.
Існують такі покоління Chery Eastar:
- Chery Eastar I (2003-2011)
- Chery Eastar II (2012-2016)

## Перше покоління (код B11)

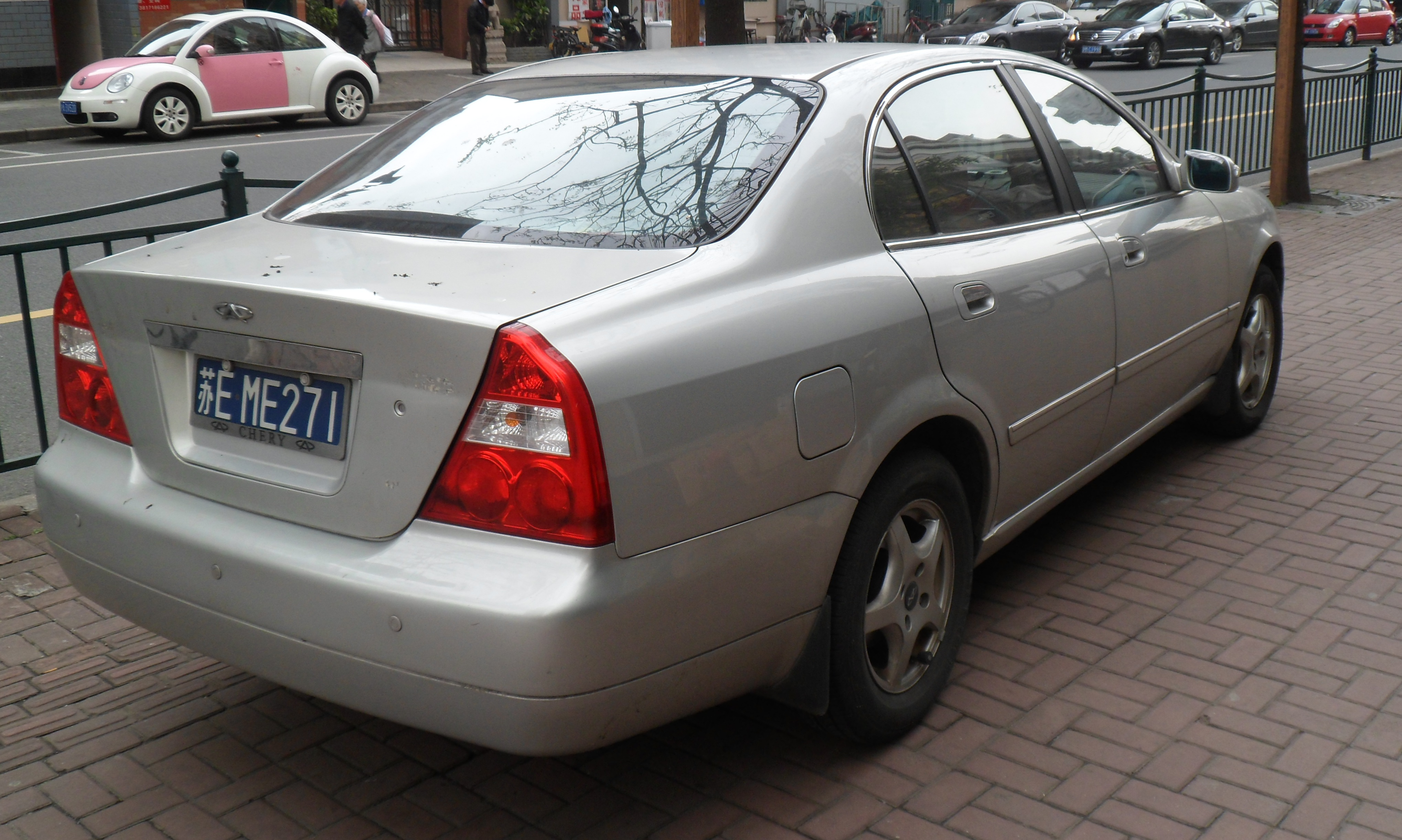
Chery Eastar I

Eastar, являє собою дещо змінену копію Chevrolet Evanda, що прийшла на зміну Daewoo Leganza. Автомобіль забезпечили новою платформою і налагодили  виробництво у місті Гуанчжоу в Китаї.
Дебют першого покоління Eastar відбувся в 2003 році. Модель продається в Україні, Росії, Китаї та інших країнах.
Модель пропонується у двох версіях - Comfort (базова) і Luxury. Вже в базовій версії Eastar має багате оснащення: клімат-контроль з повітряним фільтром для салону, повний електропакет з автоматичним захистом від защемлення пальців, дзеркала заднього виду з електроприводом, центральний замок з дистанційним керуванням і системою безпеки плюс підігрів вітрового скла, атермічне скло, парктронік, протитуманні фари, датчик дощу та багато іншого.
В версії Luxury є: автоматична коробка передач, двигун mitsubishi, шкіряні та електричні крісла, вмонтовані в підголовники телевізори, 7-дюймовий сенсорний екран, камера заднього огляду, підгрів всіх сидінь та багато іншого.
Також стандартними для автомобіля Eastar є колеса з легкого сплаву (15 дюймів з розмиром шин 205/65r15, 16-дюймові з шинами розміром 205/55R16 для версії Comfort, 17-дюймові з шинами розміром 205/50R17 для версії Luxury).
Chery Eastar може похвалитися величезним багажним відділенням об'ємом 620 літрів. Але спинки заднього сидіння не складаються.
Для забезпечення високої плавності ходу Eastar комплектується тільки поперечно розташованими рядними 4-циліндровими двигунами трьох типів: 16-клапанними двигунами об'ємом 1,8 (132 к.с.), 2.0 літра (136к.с.) і 2,4 літра (130 к.с.). Останній пропонується тільки в поєднанні з 4-ступінчастою АКПП, забезпеченою функцією ручного перемикання передач. Для 1,8-літрового мотора пропонується тільки п'ятиступінчата механіка. 1,8-літровий мотор здатний розганяти автомобіль до 190 км/год, а швидкості 100 км/год Eastar досягає всього за 13 секунд. При цьому автомобіль витрачає в середньому всього 8,2 л на 100 км пробігу. 2,4-літровий агрегат розганяє машину максимум до 180 км/год, але швидкості 100 км/год досягає за 15 секунд. Тому що оснащується тільки коробкою-автоматом. На автоматі 2.4-літровий двигун не вражає своєю динамікою: 15 секунд до сотні і в середньому 10,5 літрів бензину на 100 км шляху (повтор).
Chery Eastar серійно комплектується 4 канальною ABS і системою розподілу гальмівних зусиль. Система пасивної безпеки включає жорсткий каркас пасажирського відсіку, передні надувні подушки безпеки для водія і пасажира, а також обмежувачі притискної сили і натягувачі ременів безпеки.
Виробник радить проходити ТО всього через кожні 10 000 км. Повітряний і паливний фільтри, наприклад, потрібно міняти лише через кожні 40000 км пробігу, а охолоджуючу рідину - раз на п'ять років (або після 100 000 км пробігу). Автомобіль буде стояти на гарантії протягом 3-х років, або 100000 км.

### Двигуни
| Індекс       | Модель двигуна | Об'єм    | Клапани/ГРМ | Потужність при об/хв    | Крутний момент при об/хв | Трансмісія | Максимальна швидкість км/год | Викид СО2 | Роки випуску |
| ------------ | -------------- | -------- | ----------- | ----------------------- | ------------------------ | ---------- | ---------------------------- | --------- | ------------ |
| Бензинові Р4 |                |          |             |                         |                          |            |                              |           |              |
| 1,8i         | Acteco         | 1845 см³ | 16/DOHC     | 132 к.с. (97 кВт)/5750  | 170 Нм/4300-4500         | 5-ст. МКПП | 190                          | Євро-4    | з 2003       |
| 2,0i         | Acteco         | 1971 см³ | 16/DOHC     | 139 к.с. (102 кВт)/5750 | 182 Нм/4300-4500         | 4-ст. АКПП | 240                          | Євро-4    | з 2003       |

## Друге покоління

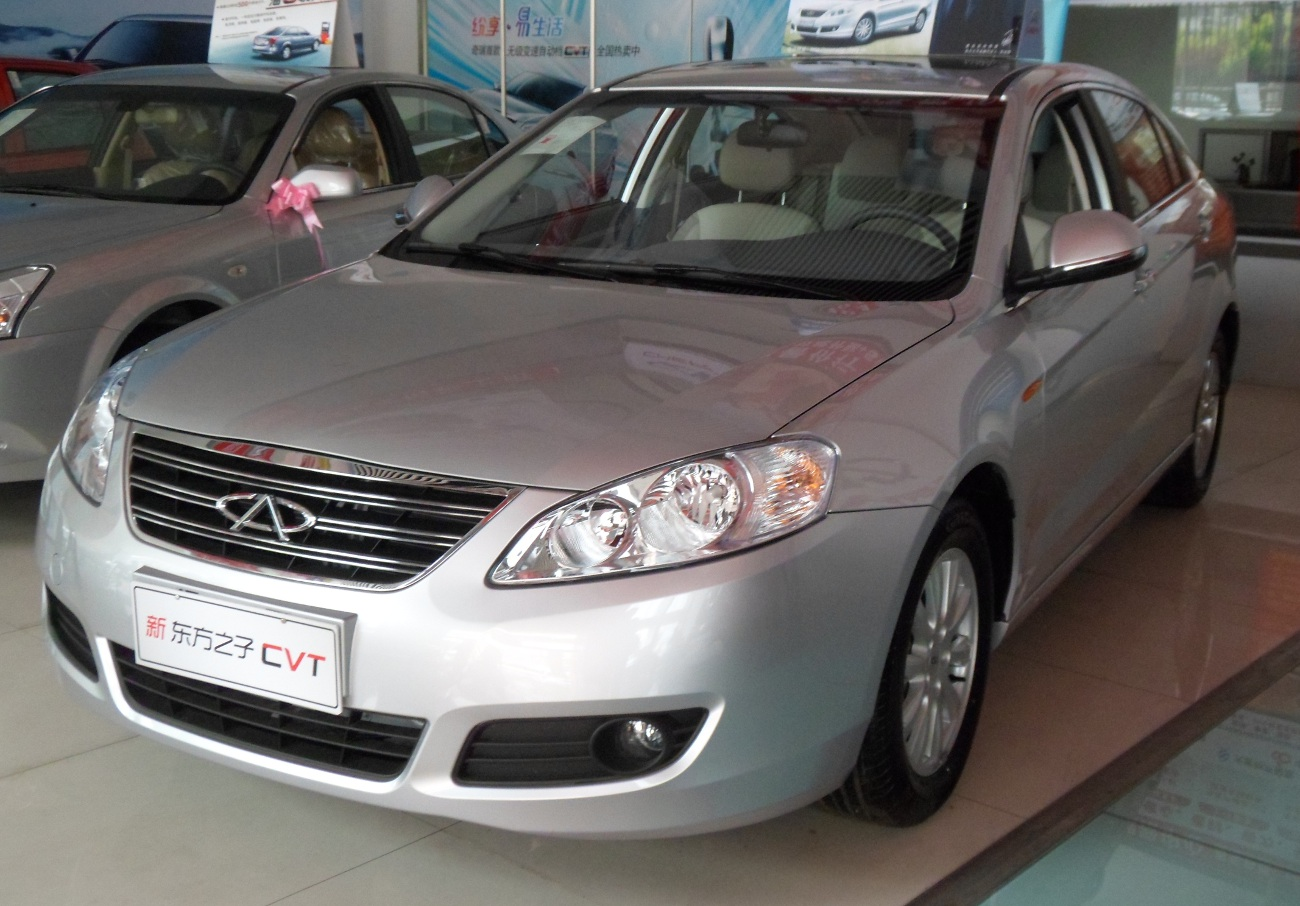
Chery Eastar II

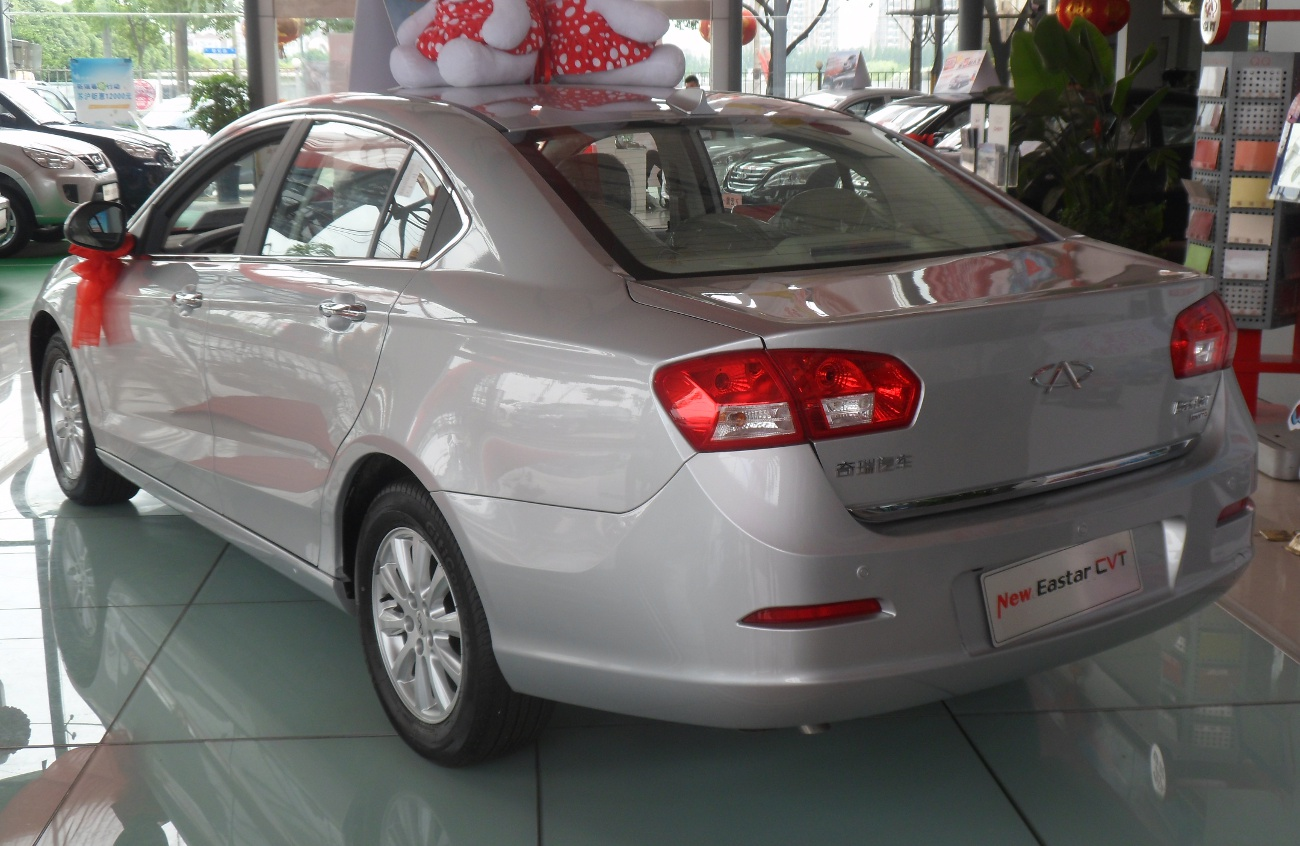
Chery Eastar II

Прем'єра другого покоління моделі пройшла в Гуанчжоу в 2012 році. Автомобіль оснащений двома чотирициліндровими бензиновими двигунами на вибір: 1,8-літровим потужністю 97 кВт (130 к.с.) з крутним моментом 170 Н⋅м та 2,0-літровим, що розвиває максимальну потужність 102 кВт (137 к.с.) при 5750 об/хв, з піковим крутним моментом 182 Н⋅м при 4300-4500 об/хв.